# Villa Sora (Torre del Greco)

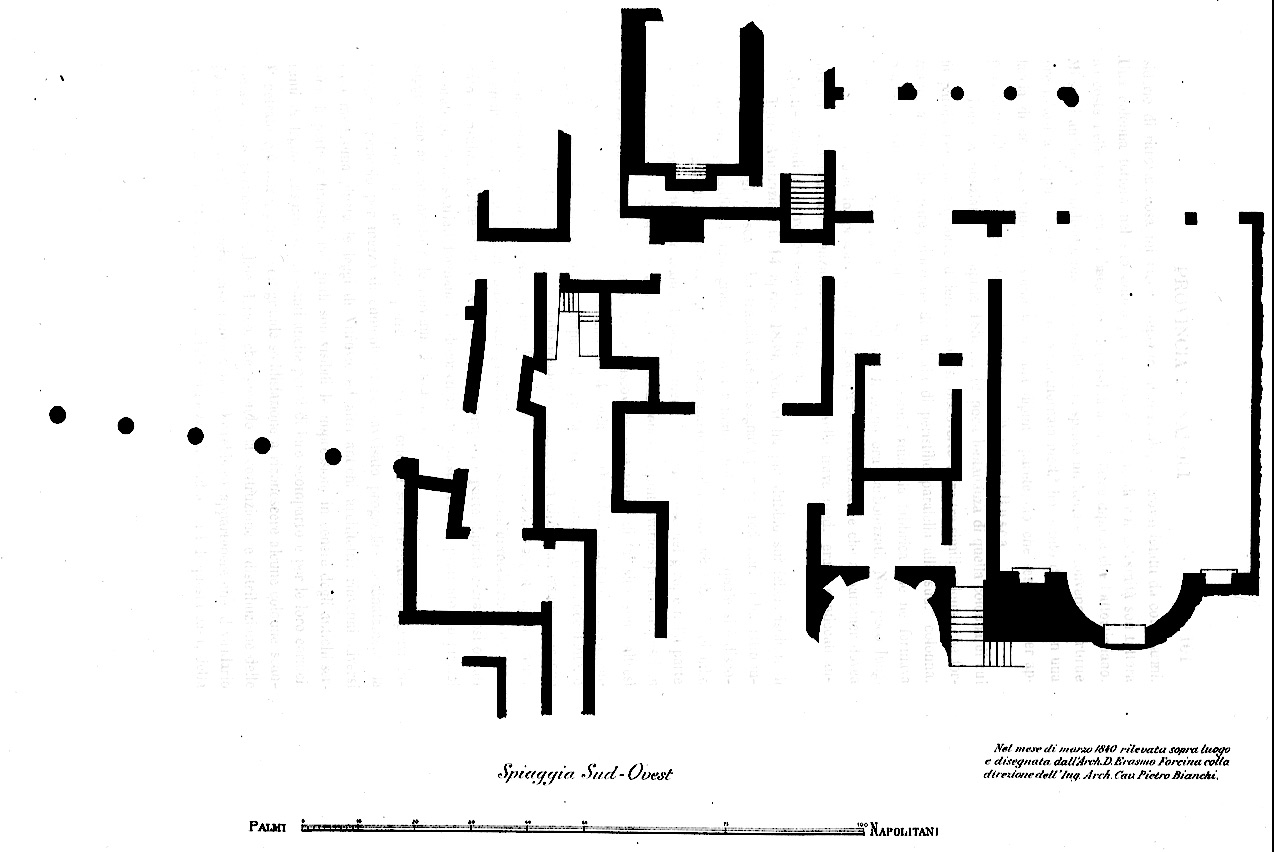
Grundriss der Villa Sora in Torre del Greco

Die Villa Sora war eine römische Villa aus dem 1. Jahrhundert n. Chr. in Torre del Greco in der italienischen Region Kampanien. Die Reste dieser römischen Villa liegen in der Contrada Sora an der Küste, südlich des Ortszentrums.

## Geschichte
Die Contrada Sora ist der Stadtteil mit dem größtem archäologischen Interesse in Torre del Greco. Die Villa ist ein großer Komplex, der sich über eine weite Fläche erstreckt und ursprünglich drei Stockwerke hatte. Das oberste Stockwerk stürzte in der Folge des Ausbruchs des Vesuv im Jahre 79 ein, während das untere unter der Lava begraben wurden. Heute ist nur noch das mittlere Stockwerk sichtbar.
Nicht weit entfernt von der Villa finden sich die Reste einer römischen Thermenanlage, die man heute noch am Strand von Torre del Greco besichtigen kann („Terme Ginnasio“). Dort muss sich auch ein kleiner privater Hafen befunden haben, den es heute nicht mehr gibt.
Die Villa, von der bereits im 17. Jahrhundert wegen des Fundes von Marmorstatuen und weiteren, ausgegrabenen Fundstücken in bourbonischer Zeit im 18. Jahrhundert berichtet wurde, wurde 1974 von der Archäologiegruppe Col. Giuseppe Novi aus Torre del Greco wiederentdeckt.